# 檀崎竜孔
檀崎 竜孔（だんざき りく、2000年5月31日 - ）は、宮城県名取市出身のプロサッカー選手。ポジションはミッドフィールダー。

## 来歴

### プロ入り前
小学1年生の時に館腰サッカースポーツ少年団（以下、館腰SSS）でサッカーを始めた。館腰SSSからアバンツァーレ仙台SC、ベガルタ仙台ジュニアに進み、ベガルタ仙台ジュニアでは第36回全日本少年サッカー大会宮城県大会で6年連続6回目の優勝を経験。小学6年生の時に青森山田中学校が全国中学校サッカー大会で優勝したのを観て憧れるようになった。ベガルタ仙台ジュニアユースへ昇格まで決まっていたが地元を離れ、檀崎が憧れた青森山田中学校に進学した。2年生の時に第45回全国中学校サッカー大会で優勝し、3年生になると背番号10番の主将となり、第46回全国中学校サッカー大会を優勝し連覇に貢献し、檀崎は同大会で優秀選手と、得点王になった。
青森山田は中高一貫のため、青森山田高校に進学。1年生の時からスタメンを獲得して、高円宮杯プレミアリーグイースト、高円宮杯プレミアリーグチャンピオンシップ、第95回全国高等学校サッカー選手権大会の優勝を経験した。2年生の時に同学年で唯一スタメン起用された。青森山田高校サッカー部では7番と10番の背番号がダブルエースナンバーとされており、その7番を付け第96回全国高等学校サッカー選手権大会で出場し優秀選手に選出された。3年生になるとキャプテンとして10番を背負い、高円宮杯プレミアリーグで活躍。7月頃にセレッソ大阪の練習に参加し、練習参加していたらクラブから『インターハイを見てから決断する』と言葉をかけられた。インターハイ2回戦で敗退し、オファーには至らなかった。8月下旬に北海道コンサドーレ札幌の練習に参加。練習参加の最終日に札幌監督のミハイロ・ペトロヴィッチから『突破の部分でも、インサイドでプレーする分にも面白いプレーヤーだね。これから他のクラブに練習参加をするかもしれないけど、決断できるなら私の下でやってほしい』と言葉をかけられた。数日後に正式オファーを受け、9月18日に札幌への来季加入内定が発表された。大会前の12月に黒田剛監督から檀崎の負担軽減のため主将を交代させられた。第97回全国高等学校サッカー選手権大会に出場、決勝では流通経済大柏高校相手に檀崎の2得点などもあり3-1で優勝に貢献し、優秀選手に選出された。

### プロ入り後
2019年、北海道コンサドーレ札幌に加入。背番号は前年まで所属していた、稲本潤一が背負っていた「17」に決定した。3月6日、ルヴァンカップ第1節の横浜F・マリノス戦でプロデビューを果たした。4月10日、ルヴァンカップ第3節の湘南ベルマーレ戦でプロ入り初得点を決めた。
2020年11月19日、Aリーグのブリスベン・ロアーFCへの期限付き移籍が発表された。2021年1月20日、ニューカッスル・ユナイテッド・ジェッツFC戦で移籍後初ゴールを決めた。7月23日、期限付き移籍の満了とともに札幌への復帰が発表された。
2021年8月12日、ジェフユナイテッド市原・千葉に期限付き移籍で加入。
2022年シーズン、札幌に復帰。だがカップ戦要員としての起用に留まり、2022年7月9日にブリスベン・ロアーFCへ再度レンタル移籍すると発表された。
2023年1月7日北海道コンサドーレ札幌より退団する事が発表された。
2023年1月28日スコットランド1部のマザーウェルへ入団する事が発表された。
2023年7月24日オーストラリア・Aリーグのウェスタン・ユナイテッドFCへ入団する事が発表された。

### 賭博不正疑惑
2025年6月2日、賭博に関する不正の容疑で逮捕・起訴されたと現地メディアが報じた。試合中、故意にイエローカードを受け、スポーツ賭博の結果を操作した疑いが持たれているという。同年7月4日、ウェスタン・ユナイテッドFCから契約満了による退団が発表された。同月21日、檀崎と友人がスポーツ賭博で計1万8000豪ドル（約170万円）以上の利益を不正に得ていた容疑であることが報じられた。起訴状の内容によると、檀崎がイエローカードを受けることを計画し、試合前に友人に情報を与え、それを基に友人がスポーツ賭博でイエローカードに賭け、檀崎自身も直接賭けていた、とされる。

## 所属クラブ
- 館腰サッカースポーツ少年団
- アバンツァーレ仙台SC
- ベガルタ仙台ジュニア
- 2013年 - 2015年 青森山田中学校
- 2016年 - 2018年 青森山田高校
- 2019年 - 2022年  北海道コンサドーレ札幌
  - 2020年11月 - 2021年7月  ブリスベン・ロアーFC（期限付き移籍）
  - 2021年8月 - 同年12月  ジェフユナイテッド市原・千葉（期限付き移籍）
  - 2022年7月 - 2023年1月  ブリスベン・ロアーFC（期限付き移籍）
- 2023年1月 - 2023年7月  マザーウェルFC
- 2023年7月 - 2025年7月  ウェスタン・ユナイテッドFC

## 個人成績
| 国内大会個人成績 | 国内大会個人成績 | 国内大会個人成績 | 国内大会個人成績 | 国内大会個人成績 | 国内大会個人成績 | 国内大会個人成績 | 国内大会個人成績 | 国内大会個人成績 | 国内大会個人成績 | 国内大会個人成績 | 国内大会個人成績 |
| 年度             | クラブ           | 背番号           | リーグ           | リーグ戦         | リーグ戦         | リーグ杯         | リーグ杯         | オープン杯       | オープン杯       | 期間通算         | 期間通算         |
| 年度             | クラブ           | 背番号           | リーグ           | 出場             | 得点             | 出場             | 得点             | 出場             | 得点             | 出場             | 得点             |
| 日本             | 日本             | 日本             | 日本             | リーグ戦         | リーグ戦         | リーグ杯         | リーグ杯         | 天皇杯           | 天皇杯           | 期間通算         | 期間通算         |
| ---------------- | ---------------- | ---------------- | ---------------- | ---------------- | ---------------- | ---------------- | ---------------- | ---------------- | ---------------- | ---------------- | ---------------- |
| 2019             | 札幌             | 17               | J1               | 2                | 0                | 8                | 1                | 1                | 0                | 11               | 1                |
| 2020             | 札幌             | 17               | J1               | 1                | 0                | 2                | 0                | -                | -                | 3                | 0                |
| オーストラリア   | オーストラリア   | オーストラリア   | オーストラリア   | リーグ戦         | リーグ戦         | リーグ杯         | リーグ杯         | FFA杯            | FFA杯            | 期間通算         | 期間通算         |
| 2020-21          | ブリスベン       | 10               | Aリーグ          | 26               | 9                | -                | -                | 4                | 1                | 30               | 10               |
| 日本             | 日本             | 日本             | 日本             | リーグ戦         | リーグ戦         | リーグ杯         | リーグ杯         | 天皇杯           | 天皇杯           | 期間通算         | 期間通算         |
| 2021             | 札幌             | 17               | J1               | 0                | 0                | -                | -                | -                | -                | 0                | 0                |
| 2021             | 千葉             | 8                | J2               | 4                | 0                | -                | -                | -                | -                | 4                | 0                |
| 2022             | 札幌             | 17               | J1               | 0                | 0                | 5                | 0                | 2                | 0                | 7                | 0                |
| オーストラリア   | オーストラリア   | オーストラリア   | オーストラリア   | リーグ戦         | リーグ戦         | リーグ杯         | リーグ杯         | FFA杯            | FFA杯            | 期間通算         | 期間通算         |
| 2022-23          | ブリスベン       | 8                | Aリーグ          | 12               | 0                | -                | -                | 12               | 0                | 24               | 0                |
| スコットランド   | スコットランド   | スコットランド   | スコットランド   | リーグ戦         | リーグ戦         | S・リーグ杯      | S・リーグ杯      | スコティッシュ杯 | スコティッシュ杯 | 期間通算         | 期間通算         |
| 2022-23          | マザーウェル     | 14               | プレミア         | 3                | 0                | -                | -                | 1                | 0                | 4                | 0                |
| オーストラリア   | オーストラリア   | オーストラリア   | オーストラリア   | リーグ戦         | リーグ戦         | リーグ杯         | リーグ杯         | FFA杯            | FFA杯            | 期間通算         | 期間通算         |
| 2023-24          | ウェスタンU      | 77               | Aリーグ          | 20               | 2                | -                | -                | 1                | 1                | 21               | 3                |
| 2024-25          | ウェスタンU      | 77               | Aリーグ          | 29               | 4                | -                | -                | -                | -                | 29               | 4                |
| 通算             | 日本             | 日本             | J1               | 3                | 0                | 15               | 1                | 3                | 0                | 21               | 1                |
| 通算             | 日本             | 日本             | J2               | 4                | 0                | -                | -                | -                | -                | 4                | 0                |
| 通算             | オーストラリア   | オーストラリア   | Aリーグ          | 87               | 15               | 0                | 0                | 17               | 2                | 104              | 17               |
| 通算             | スコットランド   | スコットランド   | プレミア         | 3                | 0                | 0                | 0                | 1                | 0                | 4                | 0                |
| 総通算           | 総通算           | 総通算           | 総通算           | 97               | 15               | 15               | 1                | 21               | 2                | 133              | 18               |

- 公式戦初出場 - 2019年3月6日 ルヴァンカップ第1節 横浜F・マリノス戦 （ニッパツ三ツ沢球技場）
- 公式戦初得点 - 2019年4月10日 ルヴァンカップ第3節 湘南ベルマーレ戦 （札幌ドーム）
- リーグ戦初出場 - 2019年4月20日 J1第8節 横浜F・マリノス戦 （札幌ドーム）
- Aリーグ50試合出場 - 2024年3月2日  パースグローリーFC戦 （Mars Stadium）

## タイトル

### クラブ
青森山田中学校
- 全国中学校サッカー大会（2014年、2015年）

青森山田高校
- 高円宮杯 JFA U-18サッカープレミアリーグ（2016年）
- 高円宮杯 JFA U-18サッカープレミアリーグ チャンピオンシップ（2016年）
- 全国高等学校サッカー選手権大会（2016年、2018年）

### 個人
- 全国中学校サッカー大会・優秀選手（2015年）
- 全国中学校サッカー大会・得点王（2015年）
- 全国高等学校サッカー選手権大会・優秀選手（2017年、2018年）
- 全国高等学校総合体育大会サッカー競技大会・優秀選手（2018年）
- 高円宮杯 JFA U-18サッカープレミアリーグ EAST・得点王（2018年）

## 代表歴
- U-15日本代表候補（2015年）
- U-16日本代表候補（2016年）
- U-18日本代表
  - SBSカップ 国際ユースサッカー（2018年）